# 韦绶 (左散骑常侍)
韦绶（?—?），唐朝京兆杜陵（今陕西省西安市）人。出自京兆韦氏逍遥公房，韦福嗣六世孙，吏部侍郎韦肇之子，韦贯之的哥哥。
韦绶举孝廉，贡进士，礼部侍郎潘炎将以他为头名，韦绶以其友杨凝关系亲密而年长，于是让给杨凝，于是不对策就离去，杨凝于是及第。后考中明经，征辟到东都幕府。
唐德宗贞元五年（789年），以前东都防御判官、殿中侍御史、内供奉韦绶为左补阙，监察御史梁肃右补阙。后来韦绶以左补阙为翰林学士，多次参与机密。唐德宗到达翰林院，韦妃跟随，韦绶在睡觉，学士郑絪想要跑去告诉他，德宗不许，当时大寒，以韦妃的蜀襭袍给他盖上后就走了，其待遇如此。每次入直，一个月都不得休息。以母亲年老，屡请解职，每次请求，德宗都不高兴。出入宫廷八年，但始终谨小慎微。韦绶晚年患有心脏病，罢职还第，他的才能没有被发挥出开。九月初九日，德宗作《黄菊歌》，看看左右说：“怎可不给韦绶看！”即遣使拿去给他看，韦绶马上奉和酬答，把诗交给使者进献。德宗说：“还能做文章，怎能颐养啊？”敕令从今不要再这样了。韦绶官至左散骑常侍。
韦绶告诫儿子韦温不得在宫禁内廷任职，后来韦温坚决推辞担任翰林学士。唐文宗大怒：“这是韦绶临终遗言吗？”后来韦温临终赋韦绶之诗“在室愧屋漏”，随后流着眼泪说：“如今才知终身未负这首诗的告诫！”